# Procne
Procne (/ˈprɒkni/;  tiếng Hy Lạp cổ: Πρόκνη, Próknē [pró.knɛː]) hoặc Progne là một nhân vật phụ trong thần thoại Hy Lạp. Cô là công chúa của Athens, con gái cả của vua thành Athens tên Pandion. Procne kết hôn với Tereus là  vua thành Thrace, người đã ham muốn có được em gái cô là Philomela. Tereus cưỡng hiếp Philomela rồi nhốt cô lại trong rừng. Khi Procne phát hiện số phận nghiệt ngã của em gái mình, cô trả thù lại chồng cô bằng cách giết hại đứa con duy nhất của họ là một bé trai tên Itys. Câu chuyện về Procne được coi như huyền thoại về nguồn gốc của chim dạ oanh.

## Phả hệ
Mẹ Procne là naiad Zeuxippe và anh chị em của cô là Philomela, Erechtheus, Butes và khả năng có thể có cả Teuthras. Cô kết hôn với vua Tereus thành Thrace và sinh ra đứa bé tên Itys (Itylos).

## Thần thoại

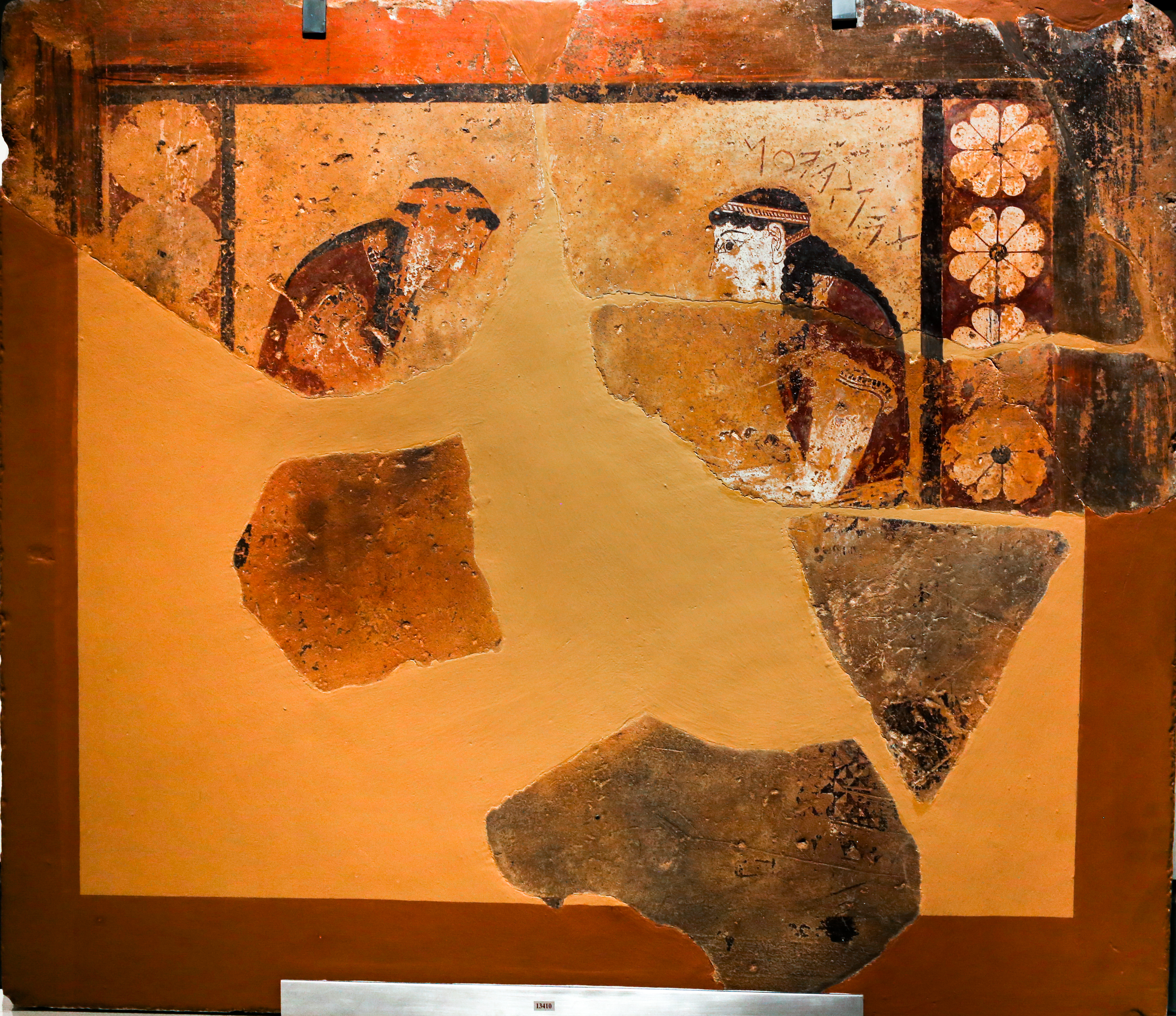
Procne và Philomela, bức hoạ tại ngôi đền thờ thần Apollo ra đời vào khoảng những năm 630–625 trước Công nguyên

Procne được gả cho Tereus, một vị vua thành Thrace, theo một số dị bản nguyên nhân là vì anh đã giúp đỡ vua Pandion trong cuộc chiến tranh chống lại người Laconia, nên Pandion gả con gái cho anh ta. Trong cuộc hôn nhân của họ, Procne sinh ra cho anh người con trai tên Itys. Vài năm trôi qua, Procne bắt đầu trở nên nhớ quê, và yêu cầu chồng đưa người em gái Philomela tới với cô. Thế nên Tereus đi tới Athens để đưa Philomela gặp chị gái mình. Vua Pandion không hề nghi ngờ gì và Philomela cảm thấy sung sướng. Tuy nhiên, Tereus đã nung nấu ham muốn Philomela, thứ càng ngày càng lớn hơn trong hành trình trở về. Trong một dị bản, Tereus nói dối rằng Procne đã qua đời, và cầu xin Pandion cho anh kết hôn với Philomela. Khi họ tới bờ biển, anh đưa cô vào trong rừng rồi cưỡng hiếp cô mặc cho sự phản kháng và cầu xin của cô. Sau đó, Philomela doạ sẽ kể ra cho mọi người biết, nên Tereus sợ hãi cắt bỏ lưỡi của cô, và sai lính ngăn cô trốn thoát. Anh ta trở về nói dối với Procne rằng Philomela chẳng may đã chết dọc đường, Procne vô cùng thương tiếc cho em gái.

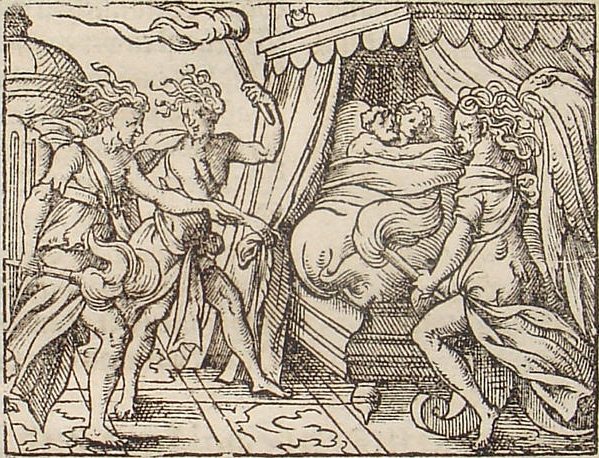
Procne và Tereus, bức điêu khắc của Virgil Solis, 1581.

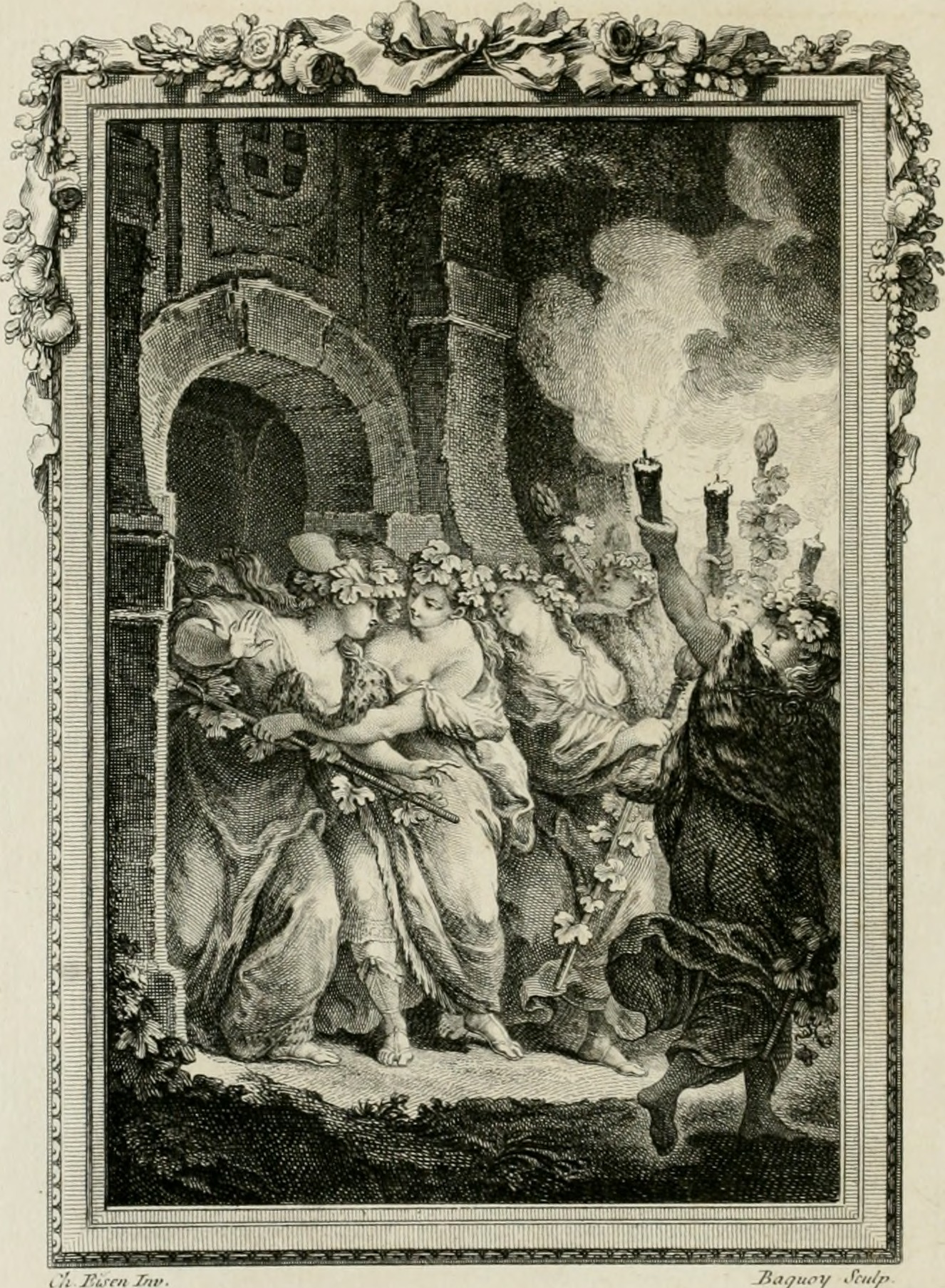
Procne cứu Philomela, bức tranh được điêu khắc vào năm 1767, Viện nghiên cứu Getty.

Thời gian trôi đi,  và một lễ hội của thành Thrace để tôn vinh thần Dionysus sắp được tổ chức, trong đó có phong tục là phụ nữ thành Thrace làm quà tặng và dâng lên cho hoàng hậu. Philomela, giờ không thể nói được nữa đã gửi tin bằng cách dệt một tấm thảm hoặc một tấm áo choàng, trong đó nói về số phận của cô và sự tàn ác của Tereus. Procne nhận được tấm thảm ấy, cô cải trang để tham dự lễ hội với những người phụ nữ khác, rồi tìm ra nơi Philomela bị giam cầm. Cô đột nhập vào để đua em gái thoát ra, mặc cho Philomela bộ trang phục khác rồi đưa cô vào cung điện của Tereus.
Mặc dù Philomela không thể nói cho Procne biết hết về câu chuyện của mình, Procne hứa với em gái sẽ trả thù cho cô. Khi Procne đang tìm cách phù hợp để trả thù thì con trai Itys của cô vào trong buồng để tìm mẹ. Procne vì đang muốn trả thù lại Tereus, nhìn thấy con trai mình, cô nghĩ Itys rồi cũng sẽ trở thành người độc ác giống như cha Tereus. Cô liền giết con trai rồi đem đi nấu thịt đứa bé. Sau đó, Procne mời Tereus ăn tối với lý do theo phong tục của người Athen, người vợ phải chuẩn bị bữa tối cho chồng cách xa mọi người. Tereus ăn thịt con trai, và khi anh ta hỏi đứa bé ở đâu, hai người phụ nữ đưa lên trước mặt anh ta cái đầu của Itys.
Tereus tức điên lên, anh ta rút gươm ra và bắt đầu truy đuổi người vợ và em gái cô với chủ đích muốn giết họ. Hai người phụ nữ chạy đi, nhưng anh ta bắt gặp lại họ ở Daulia (Phocis), nơi họ sau này được gọi là "những người phụ nữ ở Daulia". Các vị thần nhìn thấy liền biến họ thành chim. Tereus biến thành chim đầu rìu; còn hai chị em, một người biến thành chim dạ oanh, người kia biến thành chim én. Mặc dù nguồn Hy Lạp truyền thống cho rằng Procne biến thành chim dạ oanh biết hót và Philomela biến thành chim én không thể hót, nhưng các tác giả La Mã lại hoán đổi các loài chim. Vì vậy Procne trở thành chim én còn Philomela trở thành chim dạ oanh. Khuôn mẫu này chỉ được một nhà văn Hy Lạp tên là Agatharchides phá vỡ, người coi Philomela biến thành chim dạ oanh. Một học giả thời cổ đại là Pseudo-Nonnus đặc biệt gọi Zeus là vị thần đặt ra và kết thúc cuộc rượt đuổi bằng việc biến tất cả họ thành chim. Khi trở thành chim, Procne hối hận và thương tiếc cho cái chết của con trai mình suốt quãng thời gian dài.